# Dålig uppfostran
Dålig uppfostran (spanska: La mala educación) är en spansk långfilm från 2004, skriven och regisserad av Pedro Almodóvar. Den handlar om två barndomsvänner och en mordgåta. Filmen tar även upp ämnen som drogmissbruk, transsexualism, metafiktion och sexuellt utnyttjande utfört av katolska präster.
Filmen hade biopremiär i Sverige den 24 september 2004.

## Handling
Filmen utspelar sig i Madrid vid 1980-talets början, en tid efter Francisco Francos död.
Enrique (Martínez) får efter en blöt utekväll hjälp hem från krogen av en vacker transvestit. Hennes plan är att råna Enrique, men när hon öppnar hans plånbok inser hon att han är hennes barndomskärlek från den katolska pojkskola där de båda har gått. Ignacio var under skoltiden deras lärares, Fader Manolo, särskilda favorit och utsattes för sexuella övergrepp av honom. När Fader Manolo fick reda på de två pojkarnas kärleksrelation stänger han av Enrique från skolan och pojkarna träffas inte igen.
Många år senare har Enrique blivit en framgångsrik filmregissör och får besök av en främling på sitt kontor, en skådespelare som söker arbete som hävdar att hon är Ignacio. Hon har med sig ett manus som handlar om den tid på pojkskolan som de upplevde tillsammans och en fiktiv fortsättning som slutar i en återförening efter alla dessa år.
Snart uppdagas det dock att Ignacio inte är den person som han utger sig för att vara.

## Mottagande
Dålig uppfostran har hyllats på filmfestivaler världen över och blev bland annat nominerad till en BAFTA för bästa film 2005. Det var den första spanska filmen att inviga filmfestivalen i Cannes 2004.

## Rollista (i urval)
- Gael García Bernal – Ángel, Juan, Zahara
- Fele Martinez – Enrique Goded
- Javier Cámara – Paca/Paquito
- Daniel Giménez Cacho – Fader Manolo